# Electraglaia
Electraglaia là một chi bướm đêm thuộc phân họ Tortricinae của họ Tortricidae.

## Các loài
- Electraglaia caementosa (Meyrick, 1908)
- Electraglaia contracta Wang & Li, 2004
- Electraglaia isozona (Meyrick, 1908)
- Electraglaia robusta Wang & Li, 2004